# Dodge T-Rex
Pour les articles homonymes, voir T-Rex.
La Dodge T-Rex est un concept car basé sur le Ram produit par Dodge en 1997 avec trois essieux et six roues motrices.
Il était propulsé par le moteur V10 Magnum de 8,0 litres, emprunté au Ram 2500/3500 V-10 des années 1990. Ce puissant moteur Ram produisait 300 chevaux. La puissance n'a jamais été officiellement évaluée pour le T-Rex, bien que dodgeram.org suggère plus que le modèle de série. Mercedes-Benz, qui possédait Chrysler à l'époque, a ensuite fabriqué une version 6X6 du SUV / pick-up Mercedes-Benz Classe G63 AMG.
Une version du T-Rex a été présentée comme véhicule à débloquer dans le jeu vidéo de 2001, Off-Road: Wide Open.